# Metasia acharis
Metasia acharis là một loài bướm đêm thuộc họ Crambidae. Loài này được Edward Meyrick mô tả năm 1889. Loài này có trên đảo New Guinea và ở Queensland, Úc.
Sải cánh của loài này dài khoảng 15 mm. Cánh của loài này màu nâu nhạt, có các đường zigzag màu nâu sẫm.